# Artyleria zmotoryzowana
Artyleria zmotoryzowana – rodzaje artylerii naziemnej i nadbrzeżnej o ciągu zmotoryzowanym. Dzieli się ona na artylerię ciągnioną (działa holowane przez ciągnik lub samochód), przewoźną (działa przewożone na pojeździe mechanicznym) i samobieżną (działa montowane na pojazdach mechanicznych).